# Ludwig Göransson
Ludwig Emil Tomas Göransson (pron. svedese [ˈlɵ̌dːvɪɡ ˈjœ̂ːranˌsɔn]; Linköping, 1º settembre 1984) è un compositore, direttore d'orchestra e produttore discografico svedese.
I suoi lavori includono le colonne sonore di Prossima fermata Fruitvale Station (2013), Creed - Nato per combattere (2015), Creed II (2018), Venom (2018) e Tenet (2020). Nel campo televisivo, è conosciuto per i lavori nelle serie Community, Happy Endings, New Girl e The Mandalorian. Per il suo contributo nel lungometraggio della Marvel Black Panther, ha vinto il Grammy Award alla miglior colonna sonora per i media visivi e l'Oscar alla miglior colonna sonora originale. Il suo lavoro nel dramma epico di Christopher Nolan Oppenheimer (2023) gli è valso la prima vittoria ai BAFTA e ai Golden Globe, e una seconda vittoria agli Oscars.
Come produttore, ha lavorato spesso col cantante statunitense Childish Gambino, producendogli gli album Camp, Because the Internet, "Awaken, My Love!" e "Bando Stone & the New World" tra le altre cose. Il lavoro di Göransson in This Is America è stato acclamato dalla critica. Il singolo lo ha portato a vincere il Grammy Award alla registrazione dell'anno e alla canzone dell'anno. In totale, la collaborazione con Gambino gli è valsa sette candidature ai Grammy.

## Biografia
Göransson è nato e cresciuto a Linköping, Svezia. Sua madre è di Varsavia, Polonia, e suo padre Tomas, insegnante di chitarra, è svedese. Ha una sorella maggiore di nome Jessika.
Ha iniziato a prendere lezioni di musica in giovane età e si è diplomato al Royal College of Music di Stoccolma. Nel 2007, si è trasferito a Los Angeles per studiare presso la USC Thornton School of Music. Subito dopo la laurea alla USC, ha iniziato a lavorare come assistente di Theodore Shapiro, un compositore noto per film come ...e alla fine arriva Polly, Il diavolo veste Prada, Idiocracy e Tropic Thunder. 
Il primo successo di Göransson arrivò nel 2009 come compositore per la sitcom Community.
Nel 2013, la prima colonna sonora per un lungometraggio di Göransson arriva per un film diretto dal collega di università Ryan Coogler. Göransson ha composto la colonna sonora del dramma acclamato dalla critica Prossima fermata Fruitvale Station; la pellicola racconta la storia vera di Oscar Grant, ucciso dalla polizia della Bay Area Rapid Transit Distric di Oakland (California), nelle prime ore del 1º gennaio 2009. Il film ha vinto il Gran Premio della Giuria per un film drammatico e il Premio del Pubblico nella categoria Drammatico al Sundance Film Festival 2013. 
Nel 2015, Coogler e Göransson hanno lavorato nuovamente insieme sul film Creed - Nato per combattere, spin-off della saga di Rocky Balboa. Nel 2016 ha realizzato le colonne sonore di Autobiografia di un finto assassino, Una spia e mezzo e Noi siamo tutto.
Nel 2018, Göransson e Coogler si sono riuniti per la loro terza collaborazione, Black Panther. Göransson ha deciso di creare una colonna sonora che si collocasse a metà strada tra la tradizionale strumentazione africana e la classica colonna sonora di un supereroe. Per fare questo si è recato in Senegal per ricercare la musica e gli strumenti tradizionali africani. Lì ha incontrato il musicista Baaba Maal la cui voce è presente nella partitura, che canta nella sua lingua nativa fula. Successivamente si recò alla Biblioteca Internazionale di Musica Africana, in Sudafrica, dove ascoltò registrazioni di musicisti tradizionali per assicurarsi che la partitura avesse un suono culturalmente tradizionale. Nel 2019, la colonna sonora di Göransson per Black Panther ha vinto l'Oscar alla miglior colonna sonora originale, il Grammy Award alla miglior colonna sonora per i media visivi e una candidatura al Golden Globe per la migliore colonna sonora originale.
Il 5 maggio 2018 è uscito This Is America del rapper statunitense Donald Glover. Prodotto da Glover e Ludwig Göransson, il singolo presenta un coro in stile gospel e contributi di sottofondo di vari rapper americani Young Thug, Slim Jxmmi, BlocBoy JB, 21 Savage, Quavo e Offset. This Is America ha debuttato al numero uno della Billboard Hot 100 degli Stati Uniti, diventando la trentunesima canzone a farlo nella storia della classifica. La canzone ha vinto in tutte e quattro le categorie per cui era stata candidata alla 61ª edizione dei Grammy Awards, tra cui Registrazione dell'anno e Canzone dell'anno.
Il 22 maggio 2019 è stato annunciato che Göransson stava componendo la colonna sonora del film Tenet di Christopher Nolan, in sostituzione dello storico collaboratore di Nolan Hans Zimmer, già impegnato come compositore di Dune (2021).
Dal 2019, Göransson ha composto la colonna sonora per la serie televisiva Disney+ The Mandalorian, ambientata nell'universo di Guerre stellari. Göransson ha suonato personalmente molti degli strumenti che ha aumentato con sintetizzatori e altre manipolazioni digitali, accompagnato da un'orchestra di 70 musicisti. Ha scritto oltre quattro ore di musica per gli otto episodi della stagione. Ha vinto il Primetime Emmy Award per la migliore composizione musicale per una serie sia per i finali della prima stagione che per quelli della seconda. Nel 2021, ha iniziato a comporre la colonna sonora per la serie spin-off di The Mandalorian, The Book of Boba Fett, che è stata presentata in anteprima il 29 dicembre 2021. Anche Joseph Shirley, che aveva contribuito alla musica aggiuntiva nella serie precedente, è stato coinvolto nel progetto. Göransson è stato accreditato per la composizione dei temi principali della serie, mentre Shirley è stato accreditato come compositore. Il tema principale di Göransson per la serie è stato pubblicato come singolo in digitale dalla Walt Disney Records il 28 dicembre 2021.
Nel 2022, ha lavorato alle colonne sonore del film Pixar Animation Studios Red e del secondo capitolo di Black Panther, Black Panther: Wakanda Forever. Per quest'ultimo, ha co-scritto la canzone Lift Me Up eseguita da Rihanna, che gli è valsa una candidatura all'Oscar alla miglior canzone originale.
Ha lavorato per la seconda volta con Christopher Nolan nel suo film Oppenheimer del 2023. La colonna sonora ha ricevuto il plauso della critica e ha valso a Göransson il BAFTA alla migliore colonna sonora, il Critics' Choice Movie Award per la migliore colonna sonora, il Golden Globe per la migliore colonna sonora originale e l'Oscar per la migliore colonna sonora originale.

### Vita privata
Göransson ha sposato la violinista americana Serena McKinney nel 2018; hanno due figli.

## Filmografia parziale

### Colonne sonore

#### Cinema
- Happy Holidays, regia di Sassy Mohen (2008)
- 30 Minutes or Less, regia di Ruben Fleischer (2011)
- Prossima fermata Fruitvale Station (Fruitvale Station), regia di Ryan Coogler (2013)
- Come ti spaccio la famiglia (We're the Millers), regia di Rawson Marshall Thurber (2013)
- No Cameras Allowed - documentario, regia di James Marcus Haney (2014)
- Top Five, regia di Chris Rock (2014)
- La città che aveva paura (The Town That Dreaded Sundown), regia di Alfonso Gomez-Rejon (2014)
- Stretch - Guida o muori (Stretch), regia di Joe Carnahan (2014)
- Natale con i tuoi (A Merry Friggin' Christma), regia di Tristram Shapeero (2014)
- Creed - Nato per combattere (Creed), regia di Ryan Coogler (2015)
- Una spia e mezzo (Central Intelligence), regia di Rawson Marshall Thurber (2016)
- Autobiografia di un finto assassino (True Memoirs of an International Assassin), regia di Jeff Wadlow (2016)
- Noi siamo tutto (Everything, Everything), regia di Stella Meghie (2017)
- Black Panther, regia di Ryan Coogler (2018)
- Il giustiziere della notte - Death Wish (Death Wish), regia di Eli Roth (2018)
- Slice, regia di Austin Vesely (2018)
- Venom, regia di Ruben Fleischer (2018)
- Creed II, regia di Steven Caple Jr. (2018)
- Tenet, regia di Christopher Nolan (2020)
- Red (Turning Red), regia di Domee Shi (2022)
- Black Panther: Wakanda Forever, regia di Ryan Coogler (2022)
- Oppenheimer, regia di Christopher Nolan (2023)
- I peccatori (Sinners), regia di Ryan Coogler (2025)

#### Televisione
- Michael & Michael Have Issues - serie TV (2009)
- La festa (peggiore) dell'anno (Worst. Prom. Ever) - film TV, regia di Dan Eckman (2011)
- Animal Practice - serie TV, episodio 1x01 (2012)
- Happy Endings - serie TV, 16 episodi (2011-2012)
- Tales from Radiator Springs - serie TV, un episodio (2013)
- The United Colors of Amani - serie TV, due episodi (2014)
- Playing House - serie TV, 7 episodi (2014)
- Red Band Society - serie TV, episodio 1x01 (2014)
- Survivor's Remorse - serie TV, 6 episodi (2014)
- Community - serie TV, 110 episodi (2009-2015)
- Satisfaction - serie TV, 20 episodi (2014-2015)
- Atlanta - serie TV, episodio 1x03 (2016)
- Hasan Minhaj: Homecoming King - documentario TV, regia di Christopher Storer (2017)
- Thin Ice - film TV, regia di James Ponsoldt (2017)
- New Girl - serie TV, 128 episodi (2011-2018)
- Patriot Act with Hasan Minhaj - serie TV, 7 episodi (2018)
- Angie Tribeca - serie TV, 30 episodi (2016-2018)
- The Mandalorian - serie TV, 16 episodi (2019-2020)
- The Book of Boba Fett - serie TV (2021)

### Attore
- Creed - Nato per combattere (Creed), regia di Ryan Coogler (2015)

## Riconoscimenti
- Premi Oscar
  - 2019 – Miglior colonna sonora per Black Panther[7]
  - 2023 – Candidatura per la migliore canzone originale per Lift Me Up
  - 2024 – Miglior colonna sonora per Oppenheimer[5]
- Golden Globe
  - 2019 – Candidatura per la migliore colonna sonora originale per Black Panther[18]
  - 2021 – Candidatura per la migliore colonna sonora originale per Tenet[19]
  - 2023 – Candidatura per la migliore canzone originale per Lift Me Up
  - 2024 – Miglior colonna sonora originale per Oppenheimer[3]

- British Academy Film Awards
  - 2024 - Migliore colonna sonora per Oppenheimer[4]

- Critics' Choice Awards[20]
  - 2021 – Candidatura per la miglior colonna sonora per Tenet
  - 2023 – Candidatura per la migliore canzone originale per Lift Me Up
  - 2024 – Miglior colonna sonora per Oppenheimer[21]

- Saturn Award
  - 2018 – Candidatura per la miglior colonna sonora per Black Panther
  - 2021 – Candidatura per la miglior colonna sonora per Tenet

- Grammy Award[22]
  - 2018 – Candidatura per la registrazione dell'anno per Redbone
  - 2018 – Candidatura per l'album dell'anno per "Awaken, My Love!"
  - 2018 – Candidatura per la miglior canzone R&B per Redbone
  - 2019 – Registrazione dell'anno per This Is America[23]
  - 2019 – Canzone dell'anno per This Is America
  - 2019 – Miglior colonna sonora per i media visivi per Black Panther
  - 2019 – Candidatura per la miglior canzone R&B per Feels Like Summer
  - 2022 – Candidatura come miglior colonna sonora per media visuali per The Mandalorian: Season 2 – Vol. 2 (Chapters 13–16)[24]
  - 2023 – Candidatura per l'album dell'anno per 30
  - 2024 – Miglior colonna sonora per media visivi per Oppenheimer[25]
  - 2024 – Candidatura come miglior arrangiamento, strumentale o a cappella per Can You Hear The Music
  - 2024 – Candidatura come miglior composizione strumentale per Can You Hear The Music
  - 2024 – Candidatura come miglior colonna sonora per media visivi per Black Panther: Wakanda Forever
  - 2024  – Candidatura come miglior raccolta di colonna sonora per i media visivi per Black Panther: Wakanda Forever
  - 2024 – Candidatura come miglior canzone scritta per i media visivi per Lift Me Up

- Premio Emmy
  - 2020 – Miglior composizione musicale per una serie TV per The Mandalorian[12]
  - 2021 – Miglior composizione musicale per una serie TV per The Mandalorian